# Global File System 2
Il Global File System 2, abbreviato GFS2, è un file system clustered derivato dal Global File System (GFS) e sviluppato da Red Hat.

## Storia
Lo sviluppo del suo predecessore GFS è cominciato nel 1995 all'Università del Minnesota per poi continuare come prodotto commerciale da parte di un'azienda chiamata Sistina Software. In origine era stato progettato per il sistema operativo IRIX, ma nel 1998 fu adattato a Linux. In seguito Red Hat acquistò Sistina Software e ne continuò lo sviluppo.
Nel 2005 fu introdotto GFS2, che fu incluso in Red Hat Enterprise Linux a partire dalla versione 5.3, nonché nelle distribuzioni Fedora e CentOS.